# Mesênquima
Mesênquima é um tecido embrionário derivado da mesoderme. Durante suas fases de transformação, o mesoderma origina uma espécie de tecido conjuntivo primitivo chamado mesênquima. A partir do mesênquima, passam a se formar todos os tecidos conjuntivos (conectivo, adiposo, cartilaginoso, ósseo e hematopoiético), bem como os tecidos musculares. Elas são células consideradas indiferenciadas, tais como as células tronco e as células espinhais. No tecido cartilaginoso, as células que se formam tem citoplasma basófilo e são denominados condroblastos.